# Бернардиньо
Бернарди́ньо (порт. Bernardinho, полное имя — порт. Bernardo Rocha de Rezende; род. 28 мая 1959, Рио-де-Жанейро) — бразильский волейбольный тренер, в прошлом волейболист.
С 1979 год по 1985 год как игрок приглашался в национальную сборную и с ней участвовал в двух Олимпийских играх: в 1980 и 1984 годах. Стал обладателем серебряных медалей.
Свою тренерскую карьеру начал в 1988 году как ассистент Бебето. В 1994 году возглавил женскую сборную Бразилии. Под его руководством она выиграла ряд волейбольных турниров и завоевала бронзовые медали на Олимпиадах 1996 и 2000 годов. В 2001 году Бернардиньо занял пост главного тренера мужской волейбольной сборной Бразилии и на следующий год привёл её к победе в Чемпионате мира, а через три года — на Летней Олимпиаде в Афинах. На последующих Олимпиадах сборная под его руководством дважды завоёвывала серебряные медали.
На родине тренирует женский волейбольный клуб «Сеск» из Рио-де-Жанейро.
Его сын Бруно — игрок сборной Бразилии.